# 풍향계의 집

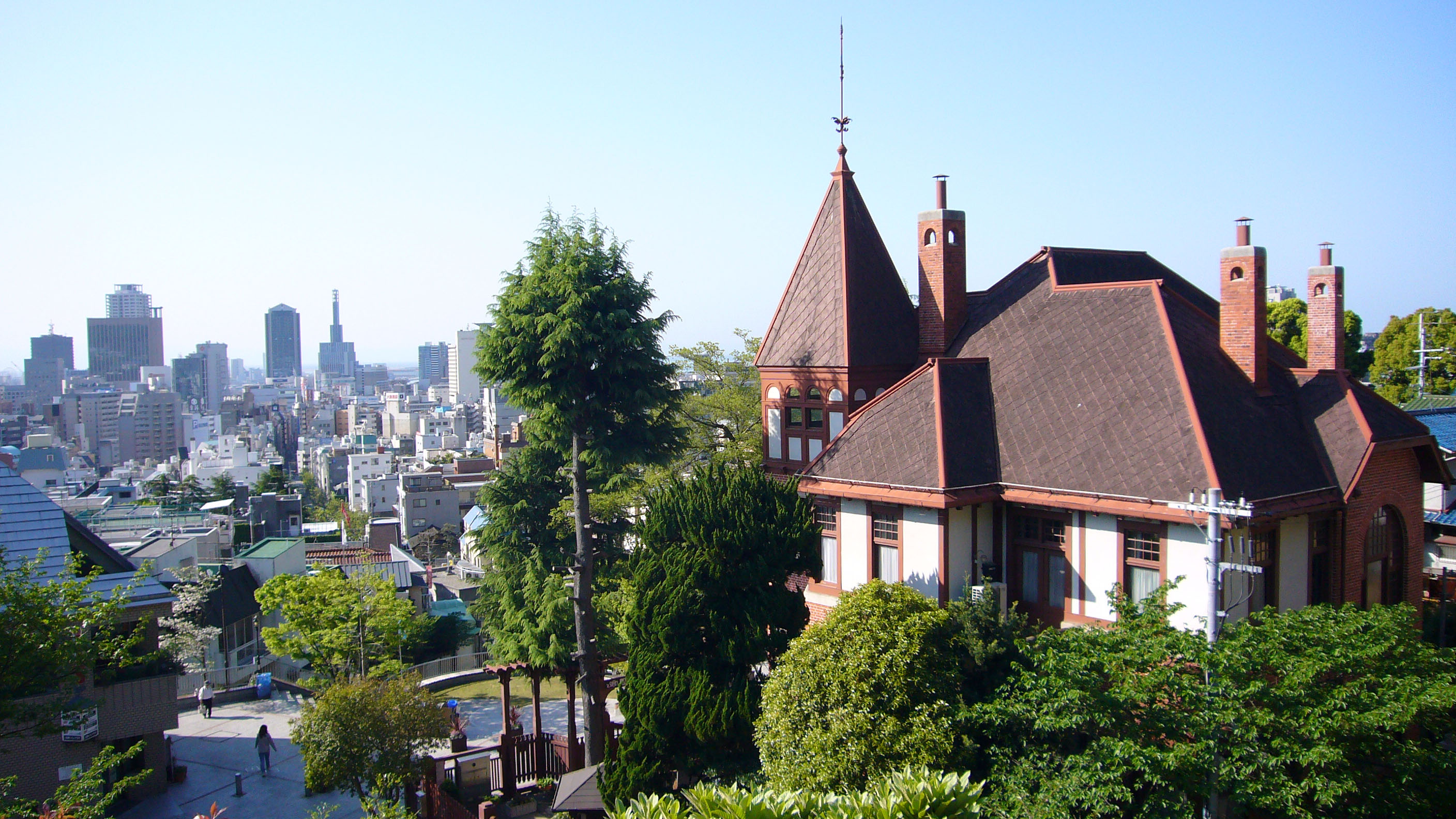
풍향계의 집

풍향계의 집(風見鶏の館)은 일본 효고현 고베시 주오구 기타노정 기타노이진칸 거리에 있는 이인관이다. 1909년에 세워진 독일인 토마스의 주택으로, 지붕 꼭대기에 닭 모양의 풍향계가 달려 있다.